# Alex Wan
Alex Su-chi Wan (tiếng Trung: 萬斯祺; bính âm: Wàn Sīqí) là một chính khách người Mỹ. Ông là thành viên người Mỹ gốc Á đầu tiên của Hội đồng Thành phố Atlanta, được bầu vào vị trí cho Khu vực 6 trong cuộc bầu cử thành phố vào tháng 11 năm 2009.  Ông nói cả tiếng Anh<và tiếng Quan Thoại.

## Đầu đời và giáo dục
Wan tốt nghiệp Cử nhân Kỹ thuật Công nghiệp năm 1988 tại Học viện Công nghệ Georgia, và sau đó tiếp tục theo học Trường Wharton của Đại học Pennsylvania để lấy bằng Thạc sĩ Quản trị Kinh doanh về Tài chính, tốt nghiệp năm 1993. Năm 2011, Wan đã hoàn thành chương trình Trường Chính phủ John F. Kennedy của Đại học Harvard dành cho các Giám đốc điều hành cấp cao trong chính quyền địa phương và tiểu bang với tư cách là Thành viên lãnh đạo Viện Chiến thắng LGBTQ của David Bohnett.

## Hội đồng Thành phố Atlanta
Năm 2009, Wan tranh cử ghế hội đồng thành phố mở ở Khu vực 6 trước một số ứng cử viên bao gồm Bahareh Azizi, Steve Brodie, Tad Christian, Liz Coyle và Miguel Gallegos. Wan và người về nhì Liz Coyle bước vào một cuộc chạy đua. Wan được xác nhận bởi người về đích ở vị trí thứ tư Steve Brodie, một người đồng tính nam vận động tranh cử vào năm 2005 chống lại Anne Fauver đương nhiệm và đồng tính công khai, cũng như Quỹ Chiến thắng, Bình đẳng Georgia, Liên minh Buckhead và nhà giáo dục đồng tính Charles Stadtlander. Trong số sáu ứng viên đầu tiên của cuộc đua cho ghế hội đồng, Wan là người duy nhất nhận được điểm "Xuất sắc" bởi Ủy ban vì một Atlanta tốt hơn.
Năm 2013, ủy viên hội đồng ủng hộ luật pháp được hỗ trợ bởi các hiệp hội khu phố và NPU F để loại bỏ các doanh nghiệp người lớn hiện có khỏi Cheshire Bridge Road vào năm 2018, nhưng Hội đồng Thành phố Atlanta đã bỏ phiếu. Nó cũng bị phản đối bởi sự pha trộn giữa đồng tính nam, vũ nữ thoát y và sở thích bất động sản của Atlanta - bao gồm cả Scott Selig. Một số người trong cộng đồng đồng tính tự hỏi nếu Cầu Cheshire được "vệ sinh", "mọi người sẽ đi đâu để thể hiện tình dục"? Matthew Cardinale, biên tập viên và nhà xuất bản của Atlanta Progressive News, đồng thời là cư dân của Con đường, đã chê bai "dự án đang tiến hành về việc tiến bộ hóa, đồng nhất hóa, khử trùng và viết hoa cho một khu phố lịch sử, "khu đèn đỏ" của Atlanta.
Vào tháng 1 năm 2017, Wan tuyên bố ứng cử Chủ tịch Hội đồng Thành phố Atlanta.  Wan đã thua trong cuộc bầu cử nước rút vào tháng 12 năm 2017 trước Felicia Moore.